# 아당 필리프 드 퀴스틴 백작
아당 필리프 드 퀴스틴 백작(Adam Philippe, Comte de Custine ; 1742년 2월 27일 ~ 1793년 8월 31일)는 프랑스 혁명 전쟁기의 프랑스 장군이다.

## 생애
아당 필리프 드 퀴스틴은 메스에서 태어났고, 그의 군인 경력은 7년 전쟁때 지휘관으로 시작하여 프로이센의 근대 군사 조직에 감탄해 연구하기도 했다.
퀴스틴은 아메리카 독립전쟁에서 로샹보 백작의 원정군 대령으로 영국군을 상대로 두각을 나타내었다. 프랑스로 돌아온 그는 육군 소장(maréchal de camp)이 되면서 툴롱의 지사로 지명되었다. 1789년 퀴스틴은 메스 관할구의 삼부회 의원으로 선출되었다. 1791년 10월 퀴스틴은 다시 군대에 돌아와 중장으로 승진했는데, 병사들로부터 인기가 있어 "콧수염 장군"(général moustache)이란 별칭을 얻었다. 보주 군 최고사령관이 되어 1792년 9월~10월까지 슈파이어, 보름스, 마인츠와 프랑크푸르트를 차례로 점령했다.
퀴스틴은 성명서를 통해 혁명을 선전했고, 귀족과 성직자에게 중세를 부과했다. 겨울이 되자 프로이센군의 반격을 받아 프랑크푸르트에서 후퇴를 할 수 밖에 없어, 라인강을 되돌아 란다우까지 철수했다. 퀴스틴은 반역죄로 기소되었지만 로베스피에르의 변호로 다시 북부 군(Armée du Nord)의 지휘관으로 보내졌으나, 퀴스틴은 공격을 준비하지 않고, 오히려 오스트리아가 콩데-쉬르-에스코(Condé-sur-l'Escaut)에 밀어닥칠때 어떠한 수단도 취하지 않아 함락시키게 만들었다. 퀴스틴은 자신의 행위에 대한 변호를 위해 파리로 갔으나, 혁명재판소는 공화국의 적과 공모한 것으로 보고, 유죄를 선고해 1793년 8월 31일 기요틴에 처형되었다.
그를 변호했던 아들도 같이 기요틴에 처해졌다. 그의 며느리도 같은 운명을 맞이할거라 생각했으나, 손자인 퀴스틴 후작 아스토르프-루이-레오노르(Astolphe-Louis-Léonor, marquis de Custine)와 함께 살아 남았다.
퀴스틴의 독일 팔츠 침공에 대한 모습은 괴테의 "헤르만과 도로테아"의 배경이 되었고, 동쪽으로 프랑스 군대가 밀려 들어오면서 피난처를 찾기 위해 라인 강 서쪽으로 도망치려는 도시민들의 피난민들이 물밀듯히 들이 닥치는 마인츠 근처의 작은 마을이 줄거리의 장소가 되었다.

## 참고 자료
- Alfred Nicolas Rambaud, Les Français sur le Rhin (Paris, 1880)
- Arthur Chuquet, Les Guerres de la Révolution (1886-1895; vol. vi, "L'Expédition de Custine").
- 본 문서에는 현재 퍼블릭 도메인에 속한 브리태니커 백과사전 제11판의 내용을 기초로 작성된 내용이 포함되어 있습니다.